# Africa no Salaryman
Africa no Salaryman (アフリカのサラリーマン Africa no Sararīman?), también conocida como Africa Salaryman en inglés, es una serie de manga de comedia japonesa de Gamu, serializada en línea a través del sitio web pixiv Comic desde diciembre de 2014. Media Factory la ha recopilado en cuatro volúmenes tankōbon. Una adaptación de animación en red original transmitida en la aplicación Tate Anime (ahora Anime Beans) de Production I.G entre el 5 y el 30 de junio de 2017, y una adaptación de serie de televisión de anime de Hotzipang que se emitió del 6 de octubre al 22 de diciembre de 2019.

## Personajes
Lion-senpai (ライオン Raion?)
 Seiyū: Akio Ōtsuka
Tokage-kun (Lizard) (トカゲ?)
 Seiyū: Kenjirō Tsuda

Ōhashi (Toucan) (オオハシ?)
 Seiyū: Hiro Shimono
Presidente Tortuga de la Compañia (カメ社長 Kame Shachō?)
 Seiyū: Akira Ishida

Shishimura (シシ村?)
 Seiyū: Eri Kitamura
Gorimi (ゴリ美?)
 Seiyū: Yui Ogura
Lethal Hamster (殺傷ハムスター Sasshō Hamusutā?)
 Seiyū: Hina Kino
Caracal (カラカル Karakaru?)
 Seiyū: Hiroshi Kamiya
Honey Badger (ラーテル Rāteru?)
 Seiyū: Tatsuhisa Suzuki

## Contenido de la obra

### Manga
El manga de comedia sigue a un león, un tucán y un lagarto mientras viven la vida de los oficinistas en una sociedad capitalista en Japón, al mismo tiempo que lidian con sus situaciones únicas como animales que viven más allá de la sabana y la cadena alimenticia.

### Anime
Una nueva adaptación de la serie de televisión de anime se emitió del 6 de octubre al 22 de diciembre de 2019 en Tokyo MX, BS11, KBS, SUN, TVA. La serie está animada por Hotzipang y dirigida por Tetsuya Tatamitani, con Yūichirō Momose a cargo de la composición de la serie y Tako Yamaguchi componiendo la música. Hiro Shimono interpretó el tema de apertura de la serie "Soul Flag", mientras que Akio Ōtsuka interpretó el tema de cierre de la serie "White-Collar Elegy". Funimation obtuvo la licencia de la serie fuera de Asia.